# Trần Đức Lương
Trần Đức Lương (ur. 5 maja 1937 w prowincji Quảng Ngãi, zm. 20 maja 2025 w Hanoi) – wietnamski polityk, prezydent Wietnamu 1997–2006.

## Życiorys
Urodził się w Đức Phổ, w prowincji Quảng Ngãi. Po ukończeniu szkoły średniej, w 1955 roku przeprowadził się do Hanoi, gdzie rozpoczął studia geologiczne na Uniwersytecie Górnictwa i Geologii. Po ukończeniu studiów pracował jako kartograf i geolog, zajmując się badaniami geologicznymi na terenie Wietnamu.

## Kariera polityczna
W 1959 roku Trần Đức Lương wstąpił do Komunistycznej Partii Wietnamu, co zapoczątkowało jego polityczną karierę. W latach 70. pełnił funkcje administracyjne w strukturach partyjnych, a w 1987 roku został mianowany wicepremierem Wietnamu. W 1996 roku został członkiem Biura Politycznego Komunistycznej Partii Wietnamu, co umocniło jego pozycję w strukturach władzy.
24 września 1997 roku został wybrany na prezydenta Wietnamu, zastępując Lê Đức Anha. Jego kadencja była okresem stabilizacji politycznej i gospodarczej kraju, W 2002 roku został ponownie wybrany na stanowisko prezydenta, kontynuując swoją politykę modernizacji i rozwoju gospodarczego. W czerwcu 2006 roku ogłosił swoją rezygnację, a jego zastępcą został Nguyễn Minh Triết.

## Działalność międzynarodowa
Jako prezydent Wietnamu Trần Đức Lương aktywnie uczestniczył w polityce zagranicznej kraju. W 1998 roku pełnił funkcję przewodniczącego ASEAN, co przyczyniło się do wzmocnienia pozycji Wietnamu w regionie Azji Południowo-Wschodniej. W 2000 roku był gospodarzem historycznej wizyty prezydenta Stanów Zjednoczonych Billa Clintona, co było ważnym krokiem normalizacji stosunków między Wietnamem a USA.

## Śmierć i dziedzictwo
Trần Đức Lương zmarł 20 maja 2025 roku w swoim domu w Hanoi o godzinie 22:51 czasu lokalnego. Oficjalne komunikaty rządowe podały, że przyczyną śmierci były podeszły wiek oraz ciężka choroba. Jego pogrzeb odbył się 25 maja 2025 roku w jego rodzinnej prowincji Quảng Ngãi.
Za swoje zasługi otrzymał liczne odznaczenia, w tym Order Złotej Gwiazdy (2007), Wielki Krzyż Legii Honorowej (2002) oraz Order Przyjaźni przyznawany przez Rosję (1997).